# Чемпіонат світу з боксу серед жінок 2014
VIII Чемпіонат світу з боксу серед жінок відбувся 16 — 24 листопада 2014 року в Чеджу у Південній Кореї.
Бої проходили у 10 вагових категоріях. У чемпіонаті взяло участь 280 боксерок, що представляли 67 національних федерацій.
Україну представляли: Наталія Князь, Тетяна Коб, Сніжана Холодкова, Марія Мальована, Юлія Циплакова, Ніла Липська, Марія Бадуліна, Катерина Шамбір, Анастасія Черноколенко.

## Медалістки
| Категорія:                         | Золото:               | Срібло:            | Бронза:                            |
| мінімальна вага (до 48 кг)         | Назим Кизайбай        | Сарджубала Деві    | Чутамат Раксат Мадока Вада         |
| найлегша вага (до 51 кг)           | Марлен Еспарза        | Ліза Вайтсайд      | Террі Гордіні Клелія Маркес        |
| легша вага (до 54 кг)              | Станимира Петрова     | Марція Давіде      | Айше Таш Олена Савельєва           |
| напівлегка вага (до 57 кг)         | Зінаїда Добриніна     | Несті Петесіо      | Тіара Браун Алесія Мезіано         |
| легка вага (до 60 кг)              | Кеті Тейлор           | Яна Алексєєвна     | Їнь Цзюньхуа Естель Мосселі        |
| перша напівсередня вага (до 64 кг) | Анастасія Бєлякова    | Сенді Раян         | Шим Хі Чжун Сісонді Судапорн       |
| напівсередня вага (до 69 кг)       | Атейна Байлон         | Саадат Абдулаєва   | Олена Вистропова Еріка Гер'є       |
| середня вага (до 75 кг)            | Кларесса Шилдс        | Лі Цянь            | Нушка Фонтейн Аріан Фортін         |
| напівважка вага (до 81 кг)         | Ян Сяолі              | Совіти             | Анастасія Черноколенко Еліф Гюнері |
| важка вага (понад 81 кг)           | Земфіра Магомедалієва | Лаззат Кунгейбаєва | Ван Шидзінь Еміне Боздуман         |

## Медальний залік
| Медальний залік |                |        |        |        |       |
| Місце           | Держава        | Золото | Срібло | Бронза | Разом |
| 1               | Росія          | 3      | 1      | 1      | 5     |
| 2               | США            | 2      | 0      | 1      | 3     |
| 3               | КНР            | 1      | 1      | 2      | 4     |
| 4               | Казахстан      | 1      | 1      | 0      | 2     |
| 5               | Болгарія       | 1      | 0      | 0      | 1     |
| 5               | Ірландія       | 1      | 0      | 0      | 1     |
| 5               | Панама         | 1      | 0      | 0      | 1     |
| 8               | Англія         | 0      | 2      | 0      | 2     |
| 8               | Індія          | 0      | 2      | 0      | 2     |
| 10              | Італія         | 0      | 1      | 2      | 3     |
| 11              | Азербайджан    | 0      | 1      | 1      | 2     |
| 12              | Філіппіни      | 0      | 1      | 0      | 1     |
| 13              | Туреччина      | 0      | 0      | 3      | 3     |
| 14              | Таїланд        | 0      | 0      | 2      | 2     |
| 14              | Франція        | 0      | 0      | 2      | 2     |
| 16              | Бразилія       | 0      | 0      | 1      | 1     |
| 16              | Канада         | 0      | 0      | 1      | 1     |
| 16              | Нідерланди     | 0      | 0      | 1      | 1     |
| 16              | Південна Корея | 0      | 0      | 1      | 1     |
| 16              | Україна        | 0      | 0      | 1      | 1     |
| 16              | Японія         | 0      | 0      | 1      | 1     |
| Разом           | 21 держава     | 10     | 10     | 20     | 20    |